# Joe Absolom
Joseph Absolom (Londra, 16 dicembre 1978) è un attore britannico.

## Biografia
Nato nel quartiere di Lewisham, studiò al Forest Hill School. Ha partecipato a numerosi telefilm come Doc Martin, P.O.W. e EastEnders. Dalla sua compagna Liz ha avuto una figlia Lyla.

## Filmografia

### Cinema
- Dream, regia di Mikael Ruttkay Hylin (2001)
- Long Time Dead, regia di Marcus Adams (2002)
- Sfida nell'ultima valanga (Extreme Ops), regia di Christian Duguay (2002)
- Insieme per caso (Unconditional Love), regia di Ferdinand Fairfax (2003)
- Small Things, regia di Matt Bloom (2008)
- One of Those Days, regia di Hattie Dalton (2008)
- Bottle, regia di Farren Blackburn (2009)
- Jubilee, regia di Doug Rao (2009)
- The Story of F***, regia di James Abadi (2010)
- Thorne: Scaredy Cat, regia di Benjamin Ross (2010)
- Defining Fay, regia di Sasha C. Damjanovski (2012)
- I Spit In Your Grave 2 (2013)

### Televisione
- Screenplay - serie TV, episodio 5x02 (1990)
- Il segreto della signora in nero (The Tenant of Wildfell Hall) - miniserie TV, regia di Mike Barker (1996)
- Frighteners - serie TV, episodio 1x04 (1997)
- Testimoni silenziosi (Silent Witness) - serie TV, episodi 2x07-2x08 (1997)
- Touching Evil - serie TV, episodi 1x05-1x06 (1997)
- Dangerfield - serie TV, episodio 4x08 (1997)
- EastEnders - serie TV, 157 episodi (1997-2000)
- Now You See Her - film TV, regia di Lance Kneeshaw (2001)
- Stan the Man - serie TV, episodio 1x05 (2002)
- Servants - serie TV, episodi sconosciuti (2003)
- Trevor's World of Sport - serie TV, episodi sconosciuti (2003)
- P.O.W. - serie TV, 6 episodi (2003)
- The Long Firm - serie TV, episodio 1x02 (2004)
- Vincent - serie TV, 8 episodi (2005-2006)
- Metropolitan Police (The Bill) - serie TV, 6 episodi (1992-2008)
- Poirot (Agatha Christie's Poirot) - serie TV, episodio 11x01 (2008)
- Casualty - serie TV, episodi 10x13-23x16-23x17 (1995-2008)
- New Tricks - Nuove tracce per vecchie volpi (New Tricks) - serie TV, episodi 3x08-6x06 (2006-2009)
- Girl Number 9 - serie TV, episodi sconosciuti (2009)
- Personal Affairs - serie TV, 5 episodi (2009)
- Ashes to Ashes - serie TV, episodio 3x03 (2010)
- Doc Martin - serie TV, 33 episodi (2004-2011)
- Hatfields & McCoys - miniserie TV, 3 puntate, regia di Kevin Reynolds (2012)